# Distretto di Narmada
Il distretto di Narmada è un distretto del Gujarat, in India, di 514 083 abitanti. Il suo capoluogo è Rajpipla.